# Nikos Frousos
Nikos Frousos (griechisch Νίκος Φρούσος, * 29. April 1974 in Kyparissia) ist ein ehemaliger griechischer Fußballspieler.

## Karriere
Frousos begann seine Profikarriere 1992 beim griechischen Klub Ionikos Nikea, für den er in den folgenden acht Spielzeiten 59 Treffer in 190 Ligaspielen erzielte. 2000 wechselte er zum Ligakonkurrenten PAOK Thessaloniki, wo er sich allerdings nicht als Stammspieler etablieren konnte und in drei Jahren nur zu 51 Einsätzen kam (davon 27 als Einwechselspieler). Auch in den beiden siegreichen Pokalfinals 2001 und 2003 kam Frousos nicht zum Einsatz. Im Sommer 2003 kehrte er für eine Saison zu Ionikos zurück, bevor er zum zyprischen Klub Anorthosis Famagusta wechselte. 
Mit Famagusta gewann Frousos 2005 und 2008 den Meistertitel, 2007 erzielte er beim 3:2-Erfolg im Pokalfinale gegen Omonia Nikosia den zwischenzeitlichen 1:1-Ausgleich. Im Jahr 2010 beendete er seine Laufbahn.
Zwischen 1999 und 2001 kam Frousos zu insgesamt sieben Einsätzen in der griechischen Nationalmannschaft. Sein Debüt gab er am 5. Juni 1999 in einem EM-Qualifikationsspiel gegen Georgien. Zu seinem letzten Einsatz kam er am 28. Februar 2001 in einem Freundschaftsspiel gegen Russland, ein Länderspieltor gelang dem Stürmer nicht.

## Erfolge
- Griechischer Pokalsieger: 2001, 2003 (beide Male nicht im Finale eingesetzt)
- Zyprischer Meister: 2005, 2008
- Zyprischer Pokalsieger: 2007